# 窃衣叶前胡
窃衣叶前胡（学名：Peucedanum torilifolium）为伞形科前胡属的植物，为中国的特有植物。分布于中国大陆的四川省等地，目前已由人工引种栽培。